# Sanica Donja
Sanica Donja bosnyák falu Bosznia-Hercegovinában, a Bosznia-hercegovinai Föderáció Una-Szanai kantonjában, Ključ községben. 

## Fekvése
Bosznia-Hercegovina nyugati részén, Bihácstól légvonalban 69, közúton 103 km-re délkeletre, Ključtól légvonalban 12, közúton 21 km-re északnyugatra, a Grmeč-hegység alatt, a Szanica-folyó bal partján fekszik. 

## Népessége
| Nemzetiségi csoport | Népesség 1991 | Népesség 2013 |
| ------------------- | ------------- | ------------- |
| Szerb               | 3             | 0             |
| Bosnyák             | 709           | 624           |
| Horvát              | 1             | 1             |
| Jugoszláv           | 0             | 0             |
| Egyéb               | 3             | 2             |
| Összesen            | 716           | 627           |

## Története
Sanica Donja területe a római kortól fogva lakott. A Szanica völgyén haladt át egy római út (Claudius útja), amely a Grmeč déli oldalán található Bravsko poljéból érte el a vidéket, és amely a dalmáciai Salonától a pannoniai Sziszekig vezetett. Ezt bizonyítja a Donja Sanica közelében, az egykori vasútállomás területén talált római lelet, egy épület pecsétes tégláinak maradványai is. Megemlítendők még a sanica donjai „Moćila” nevű lelőhely római kori leletei, melyek cseréptördékekből, téglákból, római pénzérmékből és egyéb épületmaradványokból állnak. Mindezek a leletek vitathatatlanul a helyi lakosság élénk tevékenységéről tanúskodnak a római korban.
Donji kraj területének kialakulása legkésőbb 1244-ben, a bosnyák bánok uralma alatt történt, amikor IV. Béla magyar király oklevelében ez a terület „Olfeld” alakban szerepel. Jelena Mrgić szerint azonban Béla vazallusa, Prijezda bán (1211-1287) az akkori politikai helyzet miatt nem tudott új területeket szerezni, így a területet határjellegéből adódóan Donji krajnak (azaz Alvégnek) nevezték el. A középkorban Sanica területe a Donji kraj részeként a 14. század elején vált a középkori boszniai állam részévé, amikor a Hrvatinić családból származó II. István bosnyák bán vette uralma alá ezeket a területeket. Sanica területe főként a Hrvatinić család örökségi birtoka (székhelye Ključ vára) és Banica megye része maradt egészen a középkori Bosznia 1463-as bukásáig.
Vukoslav Hrvatinić vajda két oklevelet adott ki itt, melyek történelmi szempontból kivételes jelentőségüek Donji kraj akkori topográfiájára vonatkozóan. Az első oklevelet 1315-ben adta ki Sanica (Zanichca) településen, melyben Obrad fia, Vukoslav és rokonai vitájában hozott ítéletet egy sanicai (de Zanicha) birtok ügyében. Ez egyben Sanica első írásos említése. A vajda második oklevelét 1325-ben adták ki Ključban, ez egyben az első írásos emlék Ključ városáról a történeti forrásokban. A szórványosan felelhető, töredékesen fennmaradt utalások jól mutatják, hogy a Hrvatinić család tulajdonaként hogyan fejlődött Sanica a középkorban. II. István bosnyák bán 1326-os oklevelében írják le részletesen a Hrvatinićek birtokait, majd 1351-ben kelt oklevelében Vukoslav fiait megerősíti ezekben a birtokokban felsorolva a testvérekhez tartozó településeket, Sanica és néhány más hely azonban nem szerepel ezek között. Az 1353-ból származó oklevél szerint.a harmadik testvér megkapta a plébánia központját, Ključ városát bizonyos számú településsel, de Sanica ezek között sem szerepel ebben a listában. Így csak feltételezni lehet, hogy Sanica ebben az időszakban is Vukoslav fiainak a birtoka volt.
A 14. század hatvanas-nyolcvanas éveiben Banica megye egy része a Magyar Királyság része lett, de Hervoja herceg visszaszerezte Hrvatinićeknek. Hrvoje halála után Sanica unokatestvéréé, Dragisics Ivanisé volt, és leszármazottai birtokában marad mindaddig, amíg az oszmán uralom alá nem kerül. I. Mátyás magyar király törökellenes hadjárata után Sanica a Jajcai bánság része lett, és ebben a közigazgatási minőségben maradt a 15. század utolsó évtizedéig, amikor visszacsatolták az Oszmán Birodalomhoz.
A következő eredeti adat, amelyben Sanicát említik, a 15. század legvégére nyúlik vissza. Ez volt az évtized, amikor Sanica a Jajcai bánság része volt. A dubrovniki levéltárban őriznek egy szerződést, amelyet 1493. február 27-én írtak, és amelyben rögzítik, hogy Vukša Radienčić (Vuchxa Radiencich), egy sanicai kereskedő (de Sanize de partibus Bosne), az akkori bevett gyakorlat szerint Dubrovniknak tartozott nyolc dukát erejéig. Itt valószínűleg szövetek kölcsönvételéről volt szó, amelyeket Vukša Radienčićnak később pénzben kellett visszaadnia a hitelezőnek. Az, hogy Vukša Radienčić kereskedő, aki Sanicából a távoli Dubrovnikba megy árut kölcsönözni, amelyet később helyben értékesít, Sanica gazdasági tevékenységéről tanúskodik, amely eszerint legalább kisebb mértékben különbözött a környék többi falujától. A Donja Sanica területén talált láda formájú stećakok élénken tanúskodnak arról, milyen volt itt a fejlett középkor lakossága, mely a tágabb értelemben vett Boszniában kialakult temetkezési mintát követte. Nem sokkal a már említett kereskedelmi megállapodás létrejötte után Sanica, valamint az egész banicai területet az oszmánok hódították meg. Közvetlen forrással ennek bekövetkeztéről 1503-ig nem rendelkezünk, akkor azonban Ključot is meg említik az oszmán-magyar szerződésben, mint oszmán birtokot. Ha figyelembe vesszük, hogy az oszmánok legkésőbb 1495-ben elfoglalták a közeli Kamičak várát is, Kamengrad pedig 1499-ben került uralmuk alá, bizonyosra vehető, hogy Sanica a 16. század kezdetére már mindenképpen oszmán birtok volt.
Sanica Donja eredetileg Sanica egyik muszlimok lakta településrésze volt. Sanica 1878-ig tartozott az Oszmán Birodalomhoz, majd az Osztrák-Magyar Monarchia része lett. Az 1879-es első osztrák-magyar népszámláláskor 199 muszlim lakosa volt. A monarchia szétesésével 1918-ben előbb a Szerb-Horvát-Szlovén Királyság, majd 1929-től a Jugoszláv Királyság része. 1941-ben megszállták az usztasa és német csapatok, akik a Grmeč-hegységben partizánellenes hadműveletet folytattak. 1945-től a szocialista Jugoszlávia része volt. Az 1960-as évek közepéig az önálló Sanica község része volt, majd Ključ községhez csatolták. 2013-ban 99%-ban bosnyák lakosságú volt.

## Nevezetességei
- Római épületmaradványok az egykori sanicai vasútállomás épülete mellett, köztük sok pecséttel ellátott téglával.[5]

- Moćila – római épületmaradványok, köztük sok cseréptöredék, tégla és római pénzérmék.[5]